# Pheropsophus aequinoctialis

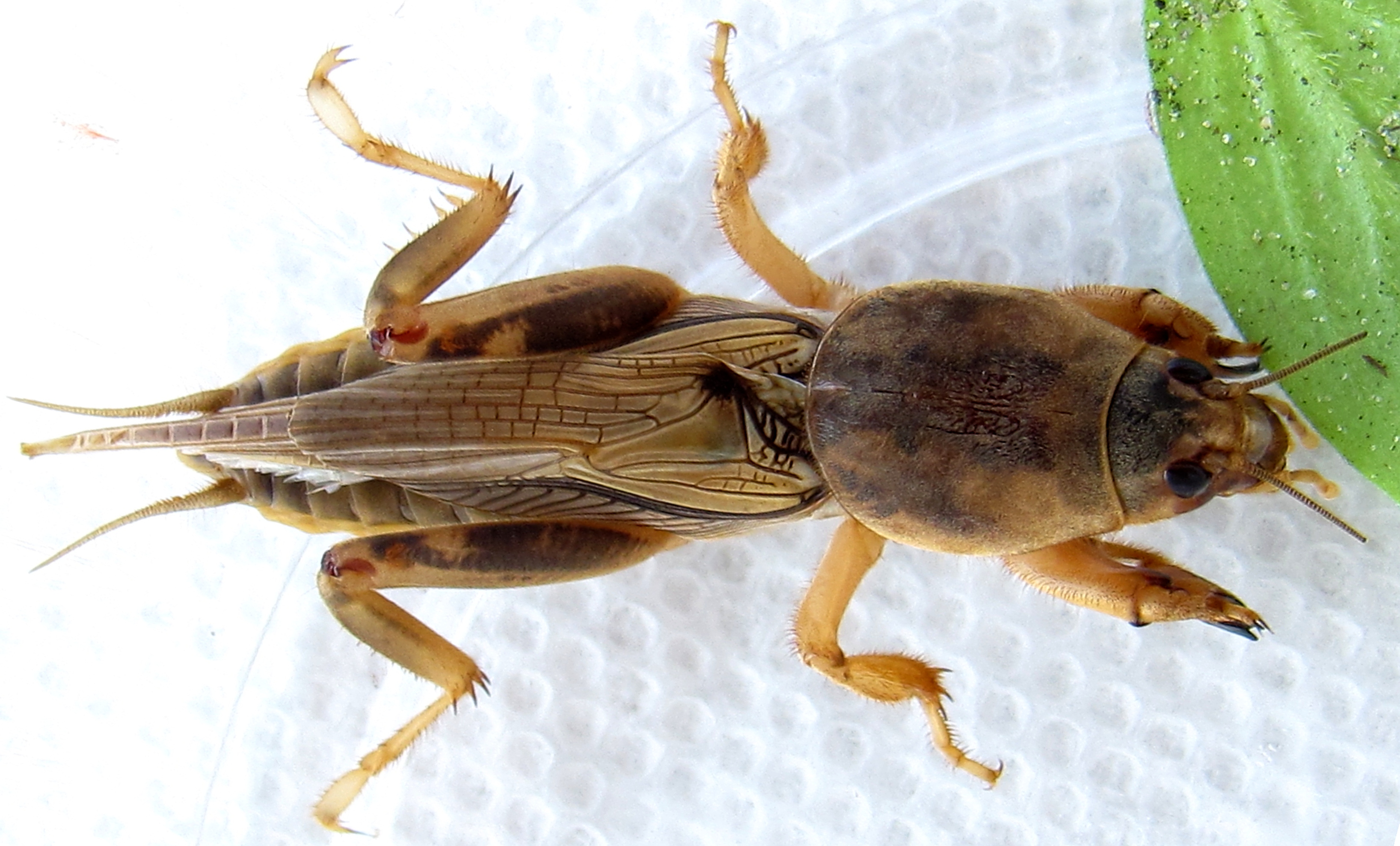
Личинки жужелиц Pheropsophus aequinoctialis поедают яйца, отложенные медведками из рода Scapteriscus (на рисунке представлена S. vicinus).

Pheropsophus aequinoctialis (лат.) — вид жужелиц подсемейства Brachininae.

## Распространение
Центральная и Южная Америка. Это наиболее широко распространённый вид рода Pheropsophus, который встречается от Юкатана (Мексика) на севере до Перу, Боливии, Уругвая и Аргентины (северные провинции Катамарка и Жужуй) на юге своего ареала.

## Описание
Имаго Pheropsophus aequinoctialis ведут ночной образ жизни, часто проводя дневное время в группах под камнями и корнями.
Вид P. aequinoctialis рассматривается как потенциальный агент биологического контроля таких опасных вредителей как медведки рода Scapteriscus. Три вида этого рода (S. abbreviatus, S. borellii & S. vicinus) были завезены, начиная с 1900 годов, из Южной Америки во Флориду. Они повреждают такие злаковые растения как Свинорой пальчатый, Paspalum notatum, Eremochloa ophiuroides, Stenotaphrum secundatum, Zoysia spp. и Hemarthria altissima. В связи с эти поиск их потенциальных хищников весьма актуален.
Жужелица откладывают 25—60 яиц в норки медведок. Личинки первого возраста мелкие, подвижные, с длинными ногами, ищут в норках яйцекладки медведок. Затем происходит гиперметаморфоз и личинка второго возраста становится малоподвижной, широкой, с укороченными ногами. Личинки питаются яйцами, отложенными медведками и остаются в подземных норках до окукливания и превращения в имаго. Куколка типичной для наземных жужелиц формы.

## Систематика
Вид Pheropsophus aequinoctialis был одним из первых жуков, описанных из Неотропической экозоны. Авторство открытия принадлежит шведскому натуралисту и основателю научной систематики Карлу Линнею, который описал его в 1763 году в работе Centuria Insectorum, под первоначальным названием Cicindela aequinoctialis. Затем его повторно описал датский энтомолог Иоганн Христиан Фабриций (в 1775 году как Carabus complanatus) и французский натуралист Гийом Антуан Оливье (в 1795 году под именем Carabus planus). Позднее оба были сведены в синонимы к Pheropsophus aequinoctialis.